# Le Bouchaud
 Le Bouchaud  là một xã ở tỉnh Allier thuộc miền trung nước Pháp.